# Gregor Ninski
Gregor Ninski (hrvaško Grgur Ninski, latinsko Gregorius Ninnius) je bil hrvaški krščanski prelat, ki je služil kot škof v Ninu in ostro nasprotoval papežu in uradnim krogom katoliške cerkve, *  druga polovica 9. stoletja, † po 929. 
Tradicionalno hrvaško zgodovinopisje trdi, da je po velikem zboru leta 926 v bogoslužje uvedel hrvaški jezik. Do takrat so bogoslužja potekala samo v latinščini, ki za veliko večino vernikov ni bila razumljiva. Sprememba ni bila pomembna samo za hrvaški jezik in kulturo, ampak je tudi okrepila krščanstvo znotraj Hrvaškega kraljestva.

## Zgodovinska dejstva
Gregor je bil ninski škof in kot tak pod močno zaščito hrvaškega kralja Tomislava. Na sinodi v Splitu leta 925  je Gregor postal podrejen splitskemu nadškofu.  Ponudbo siseške škofije je zavrnil in se leta 927/928 ponovno pritožil na sklepe sinode. Njegova pritožba je bila zavrnjena. Njegova Ninska škofija je bila ukinjena, on sam pa je bil premeščen v Skradinsko škofijo.

## Kip
8,5 metrov visok kip Gregorja Ninskega v Splitu je izdelal kipar Ivan Meštrović. Drgnjenje prsta na nogi kipa naj bi prinašalo srečo. Prst je zato gladek in sijoč. 
Kip je bil postavljen septembra 1929 na peristilu Dioklecijanove palače, kar je razvidno z razglednic iz obdobja pred drugo svetovno vojno. Leta 1941 so italijanske okupacijske sile kip odstranile. Leta 1954 so ga ponovno postavili na drugo lokacijo, severno od palače in starega mestnega jedra Splita, tik pred Zlatimi vrati in v bližini parka Đardin, kjer se še vedno nahaja. Med letoma 2013 in 2015 je potekala večja obnova spomenika.
Kipa Gregorja Ninskega sta tudi v Ninu in Varaždinu.